# روي أوربيسون
روي كيلتون أوربيسون  (بالإنجليزية: Roy Orbison)‏(23 أبريل 1936 – 6 ديسمبر 1988) هو مغني وكاتب أغاني أمريكي اشتهر بصوته المميزة والحماسي وأغانيه ذات البناء المعقد والتي تحمل قصصا عاطفية معقدة. هذا المزيج جعل عديد النقاد يشبهون موسيقاه بالأوبرا، ويلقبونه «كاروسو الروك» (تشبيها له بمغني الأوبرا إنريكو كاروسو) و «بيغ أو». وصلت أغانيه مراتب جيدة على قوائم مجلة بيلبورد بين عامي 1960 و 1964، ومن أشهرها «أونلي ذا لونلي» (1960) و«كرايينع» (1961) و«دريمز» (1963) و«بريتي وومان» (1964).
ولد أوربيسون في تكساس وبدأ غناء الروكابيلي والكانتري في المدرسة الثانوية. وقع سام فيليبس معه عقدا مع صن ريكوردز عام 1956، ولكن أعظم نجاحاته جاءت مع مونيومنت ريكوردز في بداية الستينيات. وفي حين فضل معظم مغنو الروك أند رول الذكور في الخمسينات والستينات تقديم أداء رجولي فقد كانت أغلب أغاني أوربيسون هادئة وتحمل نبرة يأس وضعف. تراوحت طبقة صوته بين الباريتون إلى التينور واقترح باحثو الموسيقى أن لديه ثلاثة أو أربعة أوكتافات. اشتهر خلال عروضه بوقوفه منفردا وهو يرتدي ملابس سوداء لتتناسب مع شعره الأسود ونظاراته الشمسية الداكنة التي أضفت جوا من الغموض على شخصيته.
شابت حياة أوربيسون عددا من المآسي الشخصية في أواخر الستينات وبداية السبعينات وتراجعت مبيعاته. ثم شهدت مسيرته عودة من خلال عدة تقليدات ناجحة لأغانيه مثل أغنية «إن دريمز» التي غناها ديفيد لينش في فيلم بلو فلفت (1986) وكانت أغنيته «بريتي وومان» هي أغنية العنوان لفيلم "امرأة جميلة" في عام 1990. في عام 1988 شارك في تأسيس مجموعة «ترافيلينغ ويلبوريس» مع النجوم جورج هاريسون وبوب ديلان وتوم بيتي وجيف لين. سجل أوربيسون آخر ألبوم منفرد له بعنوان ميستري غيرل في نفس العام لكنه توفي بنوبة قلبية بعد ذلك بوقت قصير.
تم تكريمه بإدخاله في الصالة الفخرية للروك آند رول في عام 1987، وقاعة مشاهير كتاب الأغاني في ناشفيل في نفس العام، وقاعة مشاهير كتاب الأغاني في عام 1989. وضعته مجلة رولينغ ستون في المرتبة 37 في قائمتها عن «أعظم الفنانين في كل العصور» والمرتبة 13 في قائمة «أعظم مائة مطرب على الإطلاق». وفي عام 2002، وضعته مجلة بيلبورد في المرتبة 74 بين أفضل 600 فنان تسجيلي.

## وصلات خارجية
- روي أوربيسون على موقع IMDb (الإنجليزية)
- روي أوربيسون على موقع الموسوعة البريطانية (الإنجليزية)
- روي أوربيسون على موقع روتن توميتوز (الإنجليزية)
- روي أوربيسون على موقع ألو سيني (الفرنسية)
- روي أوربيسون على موقع ميوزك برينز (الإنجليزية)
- روي أوربيسون على موقع رولينغ ستون (الإنجليزية)
- روي أوربيسون على موقع أول موفي (الإنجليزية)
- روي أوربيسون على موقع قاعدة بيانات الأفلام السويدية (السويدية)
- روي أوربيسون على موقع إن إن دي بي (الإنجليزية)
- روي أوربيسون على موقع أول ميوزيك (الإنجليزية)